# 克莱尼星号
Kleene 星号，或稱Kleene 闭包，德语稱 Kleensche Hülle，在數學上是一種適用於字符串或符號及字元的集合的一元運算。當 Kleene 星号被應用在一個集合{\displaystyle V}時，寫法是{\displaystyle V^{*}}。它被廣泛用於正则表达式。

## 定義及標記法
假定
{\displaystyle V_{0}=\{\epsilon \}\,}
递归的定义集合
{\displaystyle V_{i+1}=\{wv:w\in V_{i}\wedge v\in V\}\,} 这里的 {\displaystyle i>0\,}
如果 {\displaystyle V} 是一个形式语言，集合 {\displaystyle V} 的第 {\displaystyle i} 次幂是集合 {\displaystyle V} 同自身的 i 次串接的简写。就是说，{\displaystyle V_{i}} 可以被理解为是从 {\displaystyle V} 中的符号形成的所有长度为 {\displaystyle i} 的字符串的集合。 
所以在 {\displaystyle V} 上的 Kleene 星号的定義是
{\displaystyle V^{*}=\bigcup _{i=0}^{+\infty }V_{i}=\left\{\varepsilon \right\}\cup V\cup V^{2}\cup V^{3}\cup \ldots }。就是说，它是从 {\displaystyle V} 中的符号生成的所有可能的有限长度的字符串的搜集。

## 例子
Kleene 星号應用於字符串集合的例子：
{"ab", "c"}* = {ε, "ab", "c", "abab", "abc", "cab", "cc", "ababab", "ababc", "abcab", "abcc", "cabab", "cabc", "ccab", "ccc", ...}
Kleene 星号應用於字元集合的例子：
{'a', 'b', 'c'}* = {ε, "a", "b", "c", "aa", "ab", "ac", "ba", "bb", "bc", ...}

## 推广
Kleene 星号经常推广到任何幺半群 (M, {\displaystyle \circ })，也就是，一个集合 M 和在 M 上的二元运算 {\displaystyle \circ } 有着
- (闭包) {\displaystyle \forall a,b\in M:~a\circ b\in M}
- (结合律) {\displaystyle \forall a,b,c\in M:~(a\circ b)\circ c=a\circ (b\circ c)}
- (单位元) {\displaystyle \exists \epsilon \in M:~\forall a\in M:~a\circ \epsilon =a=\epsilon \circ a}

如果 V 是 M 的子集，则 V* 被定义为包含 ε(空字符串)并闭合于这个运算下的 V 的最小超集。接着 V* 自身是幺半群，并被称为“V 生成的自由幺半群”。这是上面讨论的 Kleene 星号的推广，因为在某个符号的集合上所有字符串的集合形成了一个幺半群(带有字符串串接作为二元运算)。